# La dama di Mosca
La dama di Mosca (The Woman from Moscow) è un film del 1928 diretto da Ludwig Berger, tratto dal dramma teatrale Fedora di Victorien Sardou che l'aveva scritto per la "divina" Sarah Bernhardt. La sceneggiatura del film, invece, firmata da John Farrow, venne pensata appositamente per la star Pola Negri che si calò da par suo nelle vesti della principessa russa Fedora.
Nel 1915, il regista Frank Powell aveva diretto per la Fox Film Corporation Princess Romanoff, una prima versione della storia tratta da Sardou.

## Trama
Sospettando che l'assassino di Vladimir, il suo fidanzato ritrovato morto nella tenuta di campagna, possa essere il nichilista Loris Ipanoff, la principessa Fedora cerca di rintracciarlo. Mentre è alla sua ricerca, incontra un uomo di cui finisce per innamorarsi. Scopre, però, che quello è proprio Loris ma il suo amore per lui la induce adesso a crederlo innocente. Quando però Loris le confessa l'omicidio, Fedora lo denuncia al padre di Vladimir. La principessa si pentirà del suo gesto, scoprendo che Vladimir era un miserabile che aveva insidiato e violato la sorella di Loris e che questi l'aveva ucciso per legittima difesa. La famiglia di Loris deve ora scontare una pena in Siberia: il fratello, cercando di resistere all'arresto, viene ucciso. Abbandonata da Loris, Fedora si avvelena. L'uomo, pentito, ritorna da lei in tempo per vederla morire tra le sue braccia.

## Produzione
La sceneggiatura è basata sul lavoro teatrale di Victorien Sardou, andato in scena per la prima volta a Parigi l'11 dicembre 1882. Le riprese del film, prodotto dalla Paramount Famous Lasky Corporation e a cui venne inizialmente dato il titolo The Lady from Moscow, cominciarono il 14 aprile 1928

## Distribuzione
Il copyright, richiesto dalla Paramount Famous Lasky Corp., fu registrato il 3 novembre 1928 con il numero LP25791. Il film venne distribuito dalla Paramount Famous Lasky Corporation in versione sia muta che in versione sonora. Negli Stati Uniti, fu presentato in prima a New York il 2 novembre 1928.

### Date di uscita
IMDb
- USA	2 novembre 1928	 (première)
- USA	3 novembre 1928
- Austria	1929	 (versione muta)
- Germania	1929	 (versione muta)
- Finlandia	2 dicembre 1929
- Austria	1930	 (versione sonora)
- Germania	3 marzo 1930	 (versione sonora)

Alias
- The Woman from Moscow	USA (titolo originale)
- Die Dame aus Moskau	Austria / Germania
- Biala ksiezniczka	Polonia
- La dama di Mosca	Italia
- Moscou-Shanghaï	Belgio (titolo Francese)